# 장태성 (야구 선수)
장태성(張泰成, 1986년 12월 15일 ~ )은 전 KBO 리그 KIA 타이거즈의 내야수이다.

## KIA 타이거즈시절
2010년 9월 16일 광주구장에서 열린 삼성과의 경기에서 상대투수 이우선으로부터 프로 데뷔 첫 타석에서 첫 안타 (1타점 적시타)를 기록했다. 하지만 2011년 시즌 직후 보류 선수 명단에서 제외되면서 방출되었다.

## 출신 학교
- 내덕초등학교
- 청주중학교
- 청주기계공업고등학교
- 계명대학교

## 데뷔
2010년 9월 16일 광주구장에서 열린 삼성 라이온즈와의 경기에서 9회말 무사 1,2루 상황에 대타로 프로 첫 경기에 출장, 상대투수 이우선으로부터 1타점 적시타를 뽑아내 인상적인 프로 데뷔전을 치렀다.

## 통산기록
| 년도 | 팀  | 타율  | 경기수 | 타수 | 안타 | 2루타 | 3루타 | 홈런 | 타점 | 득점 | 도루 | 도루실패 | 4사구 | 삼진 | 병살타 | 희생타 | 장타율 |
| 2010 | KIA | 1.000 | 3      | 1    | 1    | 0     | 0     | 0    | 1    | 0    | 0    | 0        | 0     | 0    | 0      | 0      | 1.000  |
| 통산 |     | 1.000 | 3      | 1    | 1    | 0     | 0     | 0    | 1    | 0    | 0    | 0        | 0     | 0    | 0      | 0      | 1.000  |